# Quintus Servilius Caepio (Kr. e. 106)
Quintus Servilius Caepio (Kr. e. 2.–1. század) ókori római politikus és hadvezér, az előkelő patricius Servilia gens tagja volt. Quintus Servilius Caepio, Kr. e. 140 egyik consulja volt az apja.

## Az arausiói vesztes
Kr. e. 110 körül praetor volt, majd propraetorként Hispania Ulterior helytartója lett. Ilyen minőségben győzelmet aratott a luzitánok felett, amiért Kr. e. 108-ban triumphust tarthatott Rómában. Kr. e. 106-ban consulként Gallia Narbonensisbe vonult seregével, hogy a kimber háború során fellázadt és germánokhoz pártolt Tolosa városát megbüntesse. Caepio ennek nagy örömmel tett eleget, mivel így kirabolhatta a jómódú város híresen gazdag templomát – utóbb vereségét is többen isteni büntetésnek tekintették emiatt, és közmondássá vált („Övé a tolosaiak aranya” – Aurum Tolosanum habet). Megbízását Kr. e. 105-re meghosszabbították, így proconsulként a tartományban maradt. A germánok elleni erősítésül újabb consuli sereget küldtek utána Cnaeus Mallius Maximus vezetésével. Caepio nem volt hajlandó erőit egyesíteni Malliuséival, így először felosztották a tartományt: ő a Rhône-tól (Rhodanus) nyugatra, Mallius pedig a folyótól keletre vette át a parancsnokságot.
A történetírók Caepio hiúságának tudják be, hogy a Köztársaság hadserege Kr. e. 105-ben katasztrofális vereséget szenvedett a kimberektől az arausiói csatában. A proconsul ugyanis Marcus Aurelius Scaurus veresége hírére ugyan átkelt a folyón, és Maximus tábora közelében táborozott le, de rivalizálása egyre fokozódott a másik hadvezérrel, így a katonák nyomása ellenére a két sereg műveleteit nem lehetett összehangolni. Ezt kihasználva a kimberek október 6-án megsemmisítő vereséget mértek a rómaiakra: az ókori szerzők szerint 120 ezer ember közül alig tíz élte túl a csatát, köztük Caepio. A hatalmas csapás eredményeképpen a proconsult megfosztották imperiumától; egyik legádázabb politikai ellenfele, a patríciusok hatalmának korlátozására törekvő Lucius Cassius Longinus néptribunus Kr. e. 104-ben több javaslatot is tett a megbüntetésére.

## Felelősségre vonása
Végül Kr. e. 95-ben indult ellene per Caius Norbanus tribunus jóvoltából, és hiába védelmezte Lucius Licinius Crassus, az év egyik consulja és számos más arisztokrata: a háborúban elkövetett hibái miatt elkobozták a tulajdonát és börtönbe vetették. (Crassus védőbeszéde, az „Oratio pro Quinto Servilio Caepione” fennmaradt.) A továbbiakat illetően két történetet őriztek meg az ókori auktorok. Az egyik történet szerint a börtönben halt meg, hóhér által szétroncsolt testét pedig közszemlére tették a Gemonia-lépcsőn; valószínűbb azonban, hogy Lucius Anistius Reginus tribunus segítségével megszökött, és az anatóliai Smyrnában élt tovább száműzetésben.
Fia, Quintus Servilius Caepio quaestori rangig jutott, és ő volt Servilia Caepionis nevű lánya révén Marcus Iunius Brutus, Caesar gyilkosának nagyapja.